# Лазаренко Олексій Михайлович
Олексій Михайлович Лазаренко (3 січня 1976, м. Харків, СРСР) — український хокеїст, правий нападник. 
Вихованець хокейної школи ДЮСШ м. Харків. Виступав за «Динамо» (Харків), ЦСКА (Москва), «Шікутімі Сагененс» (QMJHL), «Валь-д'Ор Форерс» (QMJHL), «Спартак» (Москва), «Амур» (Хабаровськ), «Крила Рад» (Москва), «Нью-Гейвен Найтс» (UHL), «Барвінок» (Харків).
У складі національної збірної України (1998—2001) провів 16 матчів (0+0); учасник чемпіонатів світу 1998 (група B), 2000 і 2001. У складі молодіжної збірної України учасник чемпіонату світу 1995.